# Мембранні білки

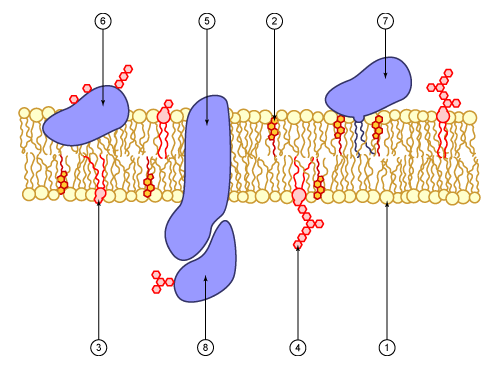
Схема клітинної мембрани: ліпідний та білковий компоненти. 1. Фосфоліпід 2. Холестерол 3. Гліколіпід 4. Вуглевод 5. Трансмембранний білок 6. Монотопний білок (тут, глікопротеїн) 7. Периферійний мембранний білок, що заякорений фософліпідом 8. Периферійний монотопний мембранний білок (тут, глікопротеїн).

Мембранні білки — молекули білків, що містяться в біологічних мембранах клітини або її органел або зв'язані з ними. Більш ніж половина всіх білків тим чи іншим чином взаємодіють з мембранами. За топологічним розташуванням відносно мембрани мембранні білки можуть бути поділені на монотопні (на одній стороні) та політопні (на обох сторонах мембрани), за способом зв'язування з мембраною — на інтегральні та периферійні, що дає 3 можливі підгрупи:
- Інтегральні мембранні білки постійно перебувають у мембрані. Для відділення від мембрани вони вимагають детергентів (наприклад SDS або Тритон X-100) або неполярних розчинників. У свою чергу, ці білки класифікуються у дві групи згідно з їхнім розташуванням у ліпідному бішарі:
  - Трансмембранні білки проходять крізь всю мембрану. Трансмембранні ділянки білків мають структуру або альфа-спіралей, або бета-барелів. Спіральні трансмембранні білки присутні у всіх видах біологічних мембран, включаючи цитоплазматичну. Тоді як трансмембранні білки у з альфа-спіральною структурою існують у всіх типів клітин, бета-барелі знайдені тільки в зовнішній мембрані грам-негативних бактерій, клітинній стінці грам-позитивних бактерій і зовнішній мембрані мітохондрій і хлоропластів.
  - Інтегральні монотопні білки розташовані тільки на одній стороні мембрани.
- Периферійні мембранні білки тимчасово зв'язуються із ліпідним бішаром або з інтегральними мембранними білками за допомогою гідрофобних, електростатичних та інших нековалентних взаємодій. Периферійні білки від'єднуються під дією деяких полярних речовин, наприклад, розчину з високим pH або високими концентраціями солі.

Інтегральні та периферійні білки можуть бути змінені за допомогою посттрансляційної модифікації, зокрема додаванням жирних кислот, фенільних ланцюжків, або GPI (глікофосфоділінозитолу), що допомогає їм міцніше приєднатися до ліпідного бішару.
Деякі пептидні токсини, такі як колхіцин-A або альфа-гемолізин, та деякі білки, залучені в регулювання апоптозу, одночасно входять до різних категорій цієї класифікації. Ці білки водорозчинні, але вони можуть агрегувати та необоротно зв'язуватися з мембранами, де формують трансмембранні альфа-спіралі або бета-барелі. Часто ці білки називаються амфітрофними.